# Pritchardia gordonii
Pritchardia gordonii là loài thực vật có hoa thuộc họ Arecaceae. Loài này được Hodel mô tả khoa học đầu tiên năm 2007.